# U-10号潜艇 (1911年)
陛下之10号潜艇是德意志帝国海军建造的一艘潜艇或称U艇。它由但泽的帝国船厂承建，于1911年1月24日下水，至同年8月31日交付使用。U-10号是在第一次世界大战海战期间服役的329艘德国潜艇之一，并参加了大西洋潜艇战役。在其六次巡逻中，艇只共击沉了7艘协约国或中立国商船，容积总吨为1651吨。1916年6月16日，U-10号在芬兰湾可能触雷沉没，29名船员全数罹难。

## 历史
U-10号于1911年1月24日在但泽的帝国船厂下水，并于同年8月31日交付使用。其首任暨唯一一任艇长为海军上尉弗里茨·斯图尔。在艇只于第一次世界大战期间参与的六次巡逻中，斯图尔上尉率领其船员共击沉了协约国或中立国商船，容积总吨为1651吨。
1916年5月27日，U-10号离开利鲍向哥特兰岛北部水域驶去，随后便失去了行踪。艇只损失的时间、地点和原因的确切细节至今不详。据信，全部29名船员都在1916年6月命丧芬兰湾。可能的原因包括触雷、以及人为错误或技术故障而导致的海损。

## 袭击历史摘要
| 日期          | 船名       | 船籍 | 吨位 | 结局 |
| ------------- | ---------- | ---- | ---- | ---- |
| 1915年3月31日 | 诺尔号     | 挪威 | 544  | 击沉 |
| 1915年4月1日  | 大岩桐号   | 英国 | 145  | 击沉 |
| 1915年4月1日  | 詹森号     | 英国 | 176  | 击沉 |
| 1915年4月1日  | 内利号     | 英国 | 109  | 击沉 |
| 1915年4月5日  | 刺号       | 英国 | 322  | 击沉 |
| 1915年4月28日 | 利利代尔号 | 英国 | 129  | 击沉 |
| 1915年11月6日 | 比吉特号   | 芬兰 | 226  | 击沉 |

## 脚注
1. ↑  Helgason, Guðmundur. . German and Austrian U-boats of World War I - Kaiserliche Marine - Uboat.net.   [13 March 2015].
2. ↑  Herzog，第67頁.
3. ↑  Herzog，第88頁.
4. ↑  Helgason, Guðmundur. . German and Austrian U-boats of World War I - Kaiserliche Marine - Uboat.net.   [19 February 2014].